# T'at'o Grigalashvili
T'at'o Grigalashvili (in georgiano ტატო გრიგალაშვილი?; Kareli, 1º dicembre 1999) è un judoka georgiano.
In carriera, ha vinto un argento alle Olimpiadi di Parigi 2024 nella categoria 81 kg. Inoltre, vanta tre ori e un argento sia a livello europeo che a livello mondiale, sempre nella categoria 81 kg.

## Palmarès
- Giochi olimpici

Parigi 2024: argento negli 81 kg.
- Campionati mondiali di judo

Budapest 2021: argento negli 81 kg.
Tashkent 2022: oro negli 81 kg.
Doha 2023: oro negli 81 kg.
Abu Dhabi 2024: oro negli 81 kg.
Budapest 2025: argento negli 81 kg.
- Europei

Praga 2020: oro negli 81 kg.
Sofia 2022: oro negli 81 kg;
Montpellier 2023: argento negli 81 kg;
Zagabria 2024: oro negli 81 kg;
Podgorica 2025: argento negli 81 kg;
- Universiadi

Napoli 2019: bronzo negli 81 kg.
- Europei Under-23

Parenzo 2020: oro negli 81 kg.
- Mondiali juniores

Zagabria 2017: bronzo nei 73 kg.
Marrakech 2019: bronzo negli 81 kg.
- Europei juniores

Maribor 2017: bronzo nei 73 kg.
Sofia 2018: argento negli 81 kg.
Vantaa 2019: oro negli 81 kg.

### Vittorie nel circuito IJF
| Data             | Località   | Paese    | Categoria  |
| ---------------- | ---------- | -------- | ---------- |
| 13 luglio 2019   | Budapest   | Ungheria | Grand Prix |
| 22 febbraio 2020 | Düsseldorf | Germania | Grand Slam |